# Arbeitsgericht Oschersleben
Das Arbeitsgericht Oschersleben war ein deutsches Gericht der Arbeitsgerichtsbarkeit mit Sitz in Oschersleben.

## Geschichte
Gemäß Arbeitsgerichtsgesetz vom 23. Dezember 1926 wurden in Deutschland Arbeitsgerichte gebildet. Diese waren nur in der ersten Instanz organisatorisch selbstständige Gerichte, die Landesarbeitsgerichte waren den Landgerichten zugeordnet. Am Landgericht Halberstadt entstand so 1927 das Landesarbeitsgericht Halberstadt als eines von vier Landesarbeitsgerichten im Bezirk des Oberlandesgerichtes Naumburg. In Oschersleben entstand das Arbeitsgericht Oschersleben. Sein Sprengel umfasste den Bezirke der Amtsgerichte Gröningen, Hötensleben und Oschersleben sowie die anhaltinischen Gemeinden Alikendorf, Großalsleben und Kleinalsleben. Es bestand jeweils eine Kammer für Arbeiter, für Angestellte und für Handwerk.
Nach der Besetzung Deutschlands durch die Alliierten wurden 1945 zunächst alle Gerichte geschlossen. Die ordentlichen Gerichte wurden schon bald wieder eröffnet, während die Arbeitsgerichte zunächst außer in Hamburg nicht wieder eingerichtet wurden, so dass arbeitsgerichtliche Streitigkeiten von den ordentlichen Gerichten erledigt werden mussten. Gemäß Kontrollratsgesetz 21 sollten in Deutschland Arbeitsgerichte aufgebaut werden. In Oschersleben wurde das Arbeitsgericht neu gebildet. In der DDR bestanden 1952 bis 1963 Arbeitsgerichte auf Kreis- und Bezirksebene. Nachdem diese 1963 in die Kreis- und Bezirksgerichte integriert worden waren, gab es keine gesonderten Arbeitsgerichte mehr.
Nach dem Zusammenbruch der DDR wurden in Sachsen-Anhalt mit dem Gesetz über die Gerichte für Arbeitssachen vom 23. August 1991 wieder Arbeitsgerichte gebildet. Ein Arbeitsgericht Oschersleben entstand dabei nicht neu.